# Лі Гон
У цьому корейському імені прізвище (Лі) стоїть перед особовим ім'ям.
Лі Гон (кор. 이건, 李鍵, ім'я при народженні Лі Йонгіль кор. 이용길; 28 жовтня 1909 — 21 грудня 1990), також Кен'їчі Момояма (яп. 桃山 虔一, Гепберн: Momoyama Ken'ichi) — корейський принц і офіцер кавалерії японської імператорської армії під час Другої світової війни. Перший син принца Лі Канга з Кореї від леді Чон, він був онуком імператора Коджона.

## Життєпис

### Раннє життя
Лі Гон народився 28 жовтня 1909 року в палаці Садонг у Гванінбанг, у центрі Гансона. Він був старшим позашлюбним сином Лі Кана, принца Уіхва з леді Чон із Сугванданг-Голлу. Його мати була однією з багатьох наложниць, з якими його батько мав стосунки.
Його ім'я при народженні було Йонгіль (кор.: хангиль: 용길, ханча: 勇吉), але 17 березня 1924 року він змінив своє ім'я на Гон (кор.: хангиль: 건, ханча: 鍵).
Відповідно до указу імператора Мейдзі, оприлюдненого під час анексії Кореї в 1910 році, лише вісім осіб: Лі Хий, Коджон Корейський, Лі Чхок, Сунджон Корейський, Юн Чон Сон, імператриця Сунчжон, Лі Ин, король Йончін, Лі Кан, Король Уічін, Кім Сук, Королева Уічін, Лі Чже Мьон, Король Генчін і Королева Генчін; отримали новий статус членів королівської родини. Решта членів королівської сім'ї також отримали новий статус, але не великий, як їхні родичі, і він офіційно не був включений в указ.
У червні 1916 року він закінчив дитячий садок Ґьонсон та вступив до початкової школи Ільчуль 6 квітня 1917 року. Того ж року молодший зведений брат Лі Гона, Лі У, був усиновлений Лі Джунйоном, після чого відбулося кілька усиновлень його зведених братів і сестер, і він успадкував трон. Це створило ситуацію, коли молодший брат був частиною королівської родини, а старший — ні.

### Життя в Японії
У 1918 році його привезли до Японії, і він вступив до початкової школи Гакусюіні. Інше джерело говорить, що в 1921 році Лі Гон був відправлений до Японії під приводом навчання за кордоном і вступив до початкової школи, яку закінчив у березні 1923 року.
Після навчання в Японії Лі Гону довільно дали титул «Конфуцій» (кор.: хангиль: 공자, ханча: 公子). Невдовзі він був офіційно визнаний членом королівської родини лише після «Ван Ґонґа Ґвебом» (кор.: хангиль: 왕공가궤범, ханча: 王公家軌範) був оприлюднений у 1926 році. Йому було присвоєно почесне звання «Ваша Величносте» (кор.: хангиль: 전하, ханча: 殿下), який використовувався лише для нього.
У квітні того ж року вступив до Армійської молодіжної школи. Відповідно до статті 59 《Wanggonggawebeom》 (王公家軌範), який був прийнятий і оприлюднений як Японський імператорський ордонанс № 17 1 грудня 1926 року для регулювання імператорської сім'ї Корейської імперії після анексії. У ньому говорилося, що король, наслідний принц, королівський принц і герцог повинні бути призначені військовими аташе в армії або на флоті після досягнення 18 років.
Лі Гон вступив на художній факультет у складі 42-го класу Японської військової академії.
Його зведений дядько Юнхуей Корейський також помер 25 квітня 1926 року як останній «імператор» Кореї. Потім він був зарахований до Чончхока джібси (кор.: хангиль: 종척집사, ханча: 宗戚執事) та вів церемонію похорону. 5 травня присвоєно безстрокове звання.

### До та під час Другої світової війни
12 червня 1930 року його батько, Лі Кан, пішов у усамітнення та успадкував трон, ставши новим власником палацу Садун і тепер його називали «Його Високість Герцог» (кор.: хангиль: 공 전하).
Лі Гон закінчив академію в липні 1930 року.
5 жовтня 1931 року в Токіо він одружився з Йосіко Мацудайрою, двоюрідною сестрою принцеси Масако з Нашімото та членом клану Мацудайра. Йошіко була зведеною сестрою графа Тадаміцу Хірохасі, родича з боку матері, і змінила своє ім'я на Сейко Хірохасі. Після того, як вона вийшла заміж за Лі Гона, її називали герцогинею-консортом Лі Гона, Лі Сейко (кор.: хангиль: 이건공비 이세이코, ханча: 李誠子).
Їхній шлюб викликає кілька запитань або курйозів через різницю в характерах; Сейко була комунікабельною, а Гон — тихою особистістю. Але згодом у них народилося двоє синів і дочка.
25 жовтня він був призваний до Імператорської армії Японії в чині молодшого лейтенанта кавалерії та був призначений до Гвардійського кавалерійського полку.
1932 року Лі Гон отримав звання лейтенанта і закінчив армійську кавалерійську школу в липні 1933 року, де пізніше отримав звання лейтенанта кавалерії в серпні того ж року.
Невдовзі 15 березня 1935 року його призначили інструктором у Військовій академії, а 1 серпня 1936 року йому присвоїли звання капітана. Того ж року, 17 числа обману, Лі Гон вступив до Університету японської армії як 51-й студент. 28 грудня, у зв'язку з вступом до університету, Ї знову був переведений з інструктора верхової їзди у Військовій академії в гвардійський кавалерійський полк.
8 грудня 1938 року Ї закінчив університет. Єдиними корейцями, які закінчили університет під час японського колоніального періоду, окрім Лі Гона, були Лі Юн, Лі У та Хон Саік. Через два дні його призначили командиром роти гвардійського кавалерійського полку.
Через рік, 13 вересня 1939 року, був переведений в науково-дослідний відділ Військового університету інструктором верхової їзди та військовим інструктором Імператорської військової академії. 1 серпня 1940 року йому присвоїли звання майора, а 1 березня 1943 року — звання підполковника.
Не знаючи, що це буде останній раз, 15 травня 1944 року Лі Гона знову перевели до науково-дослідного відділу Військового університету.
Після закінчення Другої світової війни в 1945 році завершив військову кар'єру в званні полковника.

### Повоєнне та подальше життя
Після Другої світової війни йому не дозволили повернутися до Кореї. Після того, як він втратив королівський статус за наказом Головнокомандувача союзними окупаційними військами у жовтні 1947 року, він став простолюдином і отримав громадянство Японії в 1950 році. Потім він змінив своє ім'я на Кенічі Момояма. Це також призвело до того, що його дружина та діти змінили свої імена. Його дружина Сейко змінила своє ім'я на Йошіко, а його діти змінили своє на Тадахісу, Кінью та Акіко.
Під час аналізу крові Момояма виявив, що він не є біологічним батьком свого старшого сина Лі Чунґа, на що він повірив, що Йошіко вчинила перелюб ще в 1932 році, коли той працював у японській армії. Під час війни між подружжям виникли розбіжності щодо працевлаштування Сейко в клуб Ginza.
Лі Гон підозрювала, що її вибір роботи буде проблемою, оскільки Мацудайра працювала в клубі Ginza і була схильна «надто спілкуватися» з клієнтами. Зрештою в травні 1951 року він розлучився з Йосіко і вимагав опіки лише над своїм другим сином Лі Ґі та дочкою Ї Окджа.
Під час шлюборозлучного процесу Момояма познайомився з Йошикою Маедою (яп. 前田美子, Maeda Yoshiko) і в 1952 році одружився з нею, де в тому ж році у них народився син Момояма Коя. Пізніше його друга дружина усиновила його доньку та сина, але його сина незабаром знову усиновили, щоб стати прийомним сином батька Маеди, Маеди Фудзійосі (前田藤吉), щоб продовжити клан Маеда.
Лі Гон і його сім'я жили в орендованому муніципальному будинку в місті Йоно, префектура Сайтама. До війни він був відомий як ентузіаст спортивних автомобілів і мав багато автомобілів, у тому числі британський спортивний автомобіль Alvis speed 20 і великий американський лімузин Pierce-Arrow. Це змусило його служити президентом Клубу класичних автомобілів Японії (CCJC) з 1970-х років і до самої смерті.
Роками пізніше його другий син Момояма Коя (桃山孝哉) працював заступником директора школи Кайсей Ґакуїн.
21 грудня 1990 року він помер у Японії. Похорони проходили під наглядом японської імператорської сім'ї та знайомих. Старий військовий однокурсник і член японської імператорської сім'ї принц Мікаса приїхав аж до міста Урава, щоб відвідати похорон.
Після смерті Лі Ґу, зведеного племінника Лі Гона, у 2005 році, який був спадкоємним принцом палацу Чандок, королівська лінія короля Йончіна була перервана, і постало питання, хто стане його наступником. Відповідно до закону першорядного спадкоємства, спадкоємець Лі Гона, старшого сина короля Уічіна, старшого брата короля Йончіна, є спадкоємцем по природній лінії. Однак у випадку Лі Гона він був натуралізований як японський громадянин і тепер був змішаної крові з Японією, тому могли виникнути проблеми з легітимністю.

## Сім'я
- Батько — принц Лі Кан (кор. 이강; 30 березня 1877 — 16 серпня 1955)
  - Дід Лі Хі, Король Кореї Коджон (кор.: хангиль: 고종 대한제국; 9 вересня 1852 — 21 січня 1919)
  - Бабуся-королівська дружина Ґві-ін з клану Доксу Чан (кор.: хангиль: 귀인 장씨; 10 жовтня 1838 — 14 жовтня 1887)
- Мама
  - Біологічна-леді Чжон із дому Суґвандан (кор.: хангиль: 수관당 정씨)
  - Зведена сестра Кім сік, дружина принцеси Йонвон з Декінданг-холу (кор.: хангиль: 연원군부인 덕인당 김씨; 22 грудня 1880 — 14 січня 1964)
- Дружини та їхні діти
  - Мацудайра Сейко (кор.: хангиль: 마쓰다이라 세이코, ханча: 松平誠子)[6], пізніше Момояма Йосіко (кор.: хангиль: 모모야마 요시코, ханча: 桃山美子; 6 жовтня 1911 — 28 червня 2006)
    - Незаконнонароджений син — Лі Чхун (кор.: хангиль: 이충, ханча: 李沖), пізніше Момояма Тадахіса (кор.: хангиль: 모모야마 다다히사, ханча: 桃山忠久; 14 серпня 1932)
    - Син Лі Гі (кор.: хангиль: 이기, ханча: 李沂), пізніше Момояма Кінья (кор.: хангиль: 모모야마 긴야, ханча: 桃山欣也; 4 березня 1935 року)
    - Дочка Лі Окджа (кор.: хангиль: 이옥자, ханча: 李沃子), пізніше Момояма Акіко (кор.: хангиль: 모모야마 아키코, ханча: 桃山明子; 19 грудня 1938)

  - Маеда Йосіко (кор.: хангиль: 마에다 요시코, ханча: 前田美子), пізніше Момояма Йосіко (кор.: хангиль: 모모야마 요시코, ханча: 桃山美子)
    - Син-Момояма Коя (кор.: хангиль: 모모야마 고야, ханча: 桃山孝哉; 1952)